# عدنان عزام
عدنان عزّام (ولد بقرية الدويرة بمحافظة السويداء في 1957) هو كاتب مختص في الاستشراق والاستغراب ورحالة سوري مقيم في فرنسا. ارتحل عبر دول العالم على صهوة جواده خلال 1300 يوم دون توقف، ليكون بذلك أول رحالة بالتاريخ يعبر العالم على صهوة حصان قاطعاً المسافة بين سوريا وتركيا وأوروبا بأغلب مدنها ومجتازا أمريكا الشمالية، عائدا من إسبانيا عبر دول العالم العربي إلى حيث بدأت الرحلة.

## الدراسة
متحصل على الإجازة في الحقوق من جامعة دمشق والماجستير في الصحافة من المدرسة العليا للصحافة في باريس.

## الجوائز
- وسام الاستحقاق الفرنسي برتبة فارس[2]

## أعماله
- الاستغراب معرفة الآخر معرفة الذات

## الحياة الشخصية
متزوج ولديه ولدان مهدي وثريا

## وصلات خارجية
- الموقع الرسمي